# Konz
Konz è una città di 17 893 abitanti della Renania-Palatinato, in Germania.

Appartiene al circondario (Landkreis) di Treviri-Saarburg (targa TR) ed è capoluogo della comunità amministrativa (Verbandsgemeinde) omonima.

## Cultura

### Musei
- Museo dell'agricoltura a cielo aperto Roscheider Hof (Freilichtmuseum Roscheider Hof)

## Suddivisione amministrativa[2]
Konz si divide in 6 zone, corrispondenti all'area urbana e a 5 frazioni (Ortsteil):
- Konz (area urbana)
- Filzen / Hamm
- Könen
- Kommlingen
- Niedermennig / Obermennig / Krettnach
- Oberemmel

## Gemellaggi[3]
- Brienon-sur-Armançon, dal 1965
- Charny, dal 1970
- Koksijde, dal 1972
- Puck, dal 2003